# Тутунев мост
Тутуневият мост (на гръцки: Γεφύρι Τουτούνη) е стар каменен мост в Егейска Македония, Гърция, в кушнишкото село Самоков (Доматия).
Мостът е пресича източната рекичка на селото Самоковина (Самаковико). Днес е в северния край на селото, но преди е бил в центъра на северната махала.
Арката на моста е с два реда камъни, като вторият е издаден напред. На стената на западното крило има рамка за паметна плоча, но плочата е премахната. Реставриран е през 2009 година, когато са добавени каменни парапети, за да заменят железните. Металната тръба от страната нагоре по течението е оставена.
В 1990 година е обявен заедно с останалите пет моста на селото за паметник на културата.
От моста се хвърля кръстът на Богоявление.